# 赵保星
赵保星（1927年—），男，河北昌黎人，中华人民共和国政治人物，曾任中共安徽省纪委书记，安徽省人民检察院检察长。